# NGC 234
NGC 234 (другие обозначения — UGC 463, MCG 2-2-28, ZWG 434.32, ZWG 435.1, IRAS00409+1404, PGC 2600) — спиральная галактика с перемычкой (SBc) в созвездии Рыбы.
По оценкам, расстояние до млечного пути 205 миллионов световых лет, диаметр около 89 000 световых лет.
Объект был обнаружен 14 октября 1784 года британским астрономом Джоном Фредериком Уильямом Гершелем.
Этот объект входит в число перечисленных в оригинальной редакции «Нового общего каталога».
Это крупная галактика обращена к Земле плашмя, благодаря этому в ней удобно наблюдать спиральный узор  и получать кривые вращения галактики. В 2015 году данные о галактике использовались для оценки модифицированной теории ньютоновской динамики, но модель показала не лучшее соответствие.